# Sagittaria chapmanii
Sagittaria chapmanii är en svaltingväxtart som först beskrevs av Jared Gage Smith, och fick sitt nu gällande namn av Charles Theodore Karl Theodor Mohr. Sagittaria chapmanii ingår i släktet pilbladssläktet, och familjen svaltingväxter. Inga underarter finns listade.